# Utschitel (Verlag)
Utschitel (russisch Учитель, engl. Uchitel Publishing House) ist das größte regionale Verlagshaus in Russland und wurde 1989 in Wolgograd gegründet.
Der Verlag ist auf Lehrbücher spezialisiert, mit entsprechenden visuellen Hilfen und Multimedia-Unterstützung. Inhalte werden durch Bücher, auf CD und DVD etc. für Lehrer, Studenten und Bildungsträger bereitgestellt.
Monatlich erscheinen rund 40 neue Titel und 8–10 Multimediaprodukte und können auch Online erworben werden.